# 臺南市七股區龍山國民小學
臺南市七股區龍山國民小學，是一所位於臺灣臺南市七股區的市立國民小學，創立於1960年8月1日，時為「臺南縣七股鄉七股國民學校龍山分校」，並於隔年8月1日獨立設校。

## 沿革
該校的前身是1960年8月1日所設的「臺南縣七股鄉七股國民學校龍山分校」，分校主任為鄭木順，隔（1961）年8月1日獨立獨立設校，稱「臺南縣七股鄉龍山國民學校」，由鄭木順擔任首任校長。在任期間，該校自1964年9月開辦營養午餐，並因實施九年國教，於1968年8月1日改名為臺南縣七股鄉龍山國民小學，1971年10月則舉辦了創校十週年校慶運動大會暨遊藝晚會。1986年10月舉行創校二十五週年校慶運動大會。1992年3月新建教室工程完工，全校教室、辦公室、圖書室等一次改建完成。